# Francesc Domenech i Maranges
Francesc Domenech i Maranges (Barcelona, 13 de maig de 1820 - 16 de novembre de 1904) fou un farmacèutic, químic, bibliotecari i metge català.
Llicenciat en Farmàcia el 1839 i doctorat el 1842, fou catedràtic de química a la Universitat de Barcelona, i professor auxiliar a la Facultat de Farmàcia (1854), doctorant-se en Medicina legal el 1864. El 1852 donà alguns cursos sobre les aplicacions de l'electricitat, presentant i publicant a l'Acadèmia més de vint memòries sobre química i electricitat. Fou el primer a assajar la llum elèctrica a Barcelona el 1866. Ingressà a la Reial Acadèmia de Ciències i Arts de Barcelona (RACAB) el 1847, convertint-se en el seu president entre els anys 1860 i 1861, on llegí diverses memòries (1860, 1863), i publicà un Tratado elemental de química industrial (1850). A la RACAB, abans de ser president, va ocupar diversos càrrecs. Així, fou encarregat del Gabinet, secretari i director de la Secció d'Història Natural i de la Secció de Ciències Fisicoquímiques, bibliotecari, tresorer i vicepresident.
A més de la RACAB, fou membre de diverses corporacions científiques. Entre altres, fou membre fundador de la Societat Industrial de Barcelona, membre de la Societat Econòmica Barcelonesa d'Amics del País, membre corresponent dels Instituts mèdics valencià i palatí de ciències mèdiques, de la Societe des Sciences medicales et naturelles de Malines, de la Sociedade das Sciencias Médicas de Lisboa.
Va fundar i dirigir la revista Enciclografía de Industria, Artes y Oficios (1847) i va codirigir La Abeja Médica Española (1865).